# Bolbogonium howdeni
Bolbogonium howdeni es una especie de coleóptero de la familia Geotrupidae.

## Distribución geográfica
Habita en Pakistán y Afganistán.